# Sirene (film din 1990)
Sirene (în engleză Mermaids) este o comedie romantică din 1990, regizată de Richard Benjamin. Rolurile principale sunt interpretate de Cher, Bob Hoskins, Winona Ryder (care a fost nominalizată pentru Premiul Globul de Aur pentru cea mai bună actriță în rol secundar) și Christina Ricci, în primul ei rol de film. Filmul este inspirat din romanul omonim publicat în 1986 de Patty Dann.

## Rezumat
Sirene este narat la persoana întâi de către Charlotte Flax, o fată de 15 ani care locuiește împreună cu excentrica sa mamă, Rachel (pe care ea o numește "Doamna Flax"), și cu sora ei mai mică, Kate. Kate o strigă pe mama ei pe numele mic. Narațiunea începe în toamna anului 1963, când Rachel rupe relația cu angajatorul ei căsătorit și decide să se mute din nou. De data aceasta, ea și fetele se mută într-o casă nouă din apropierea unei mănăstiri în micul oraș Eastport din Massachusetts. Charlotte are o obsesie legată de catolicism și le idolatrizează pe maicile care trăiesc în mănăstire. Rachel îi amintește mereu: "Charlotte, noi suntem evrei". Kate, pe de altă parte, iubește oceanele și înotul și se pare că a învățat să facă acest lucru încă de când era un copil mic. Ea a câștigat mai multe concursuri de înot.
În noul oraș, Charlotte este interesată în mod deosebit de Joe, frumosul îngrijitor în vârstă de 26 de ani al mănăstirii și șoferul autobuzului școlar din localitate, în timp ce Rachel se îndrăgostește de un proprietar de magazin local, pe nume Lou. După asasinarea lui John F. Kennedy, Charlotte îl sărută pe Joe în clopotniță, unde acesta trăgea clopotul bisericii. După întâlnire, ea începe să postească pentru a scăpa de gândurile păcătoase. Ea se teme în curând că Dumnezeu a pedepsit-o prin lăsarea ei însărcinată și (aflată în imposibilitatea de a vorbi cu mama ei despre aceasta) fură mașina lui Rachel și fuge. Ea se oprește la casa unei "familii perfecte" din Connecticut, unde se prezintă ca Sal Val și spune unele povestiri sălbatice (pe care ei nu par să le creadă). Ea este ulterior găsită de către Lou și adusă acasă, apoi ea se duce să vadă un obstetrician și i se spune că este încă virgină.
La un bal mascat de Revelion Lou îi cere lui Rachel să se mute cu el, dar ea refuză și ei se despart. Ea îi cere lui Joe să o ducă acasă, dupa care ea îl sărută. Charlotte vede acest lucru și consideră că mama ei încearcă să-i fure iubitul. În acea noapte, ea se îmbracă în hainele lui Rachel și se machiază, apoi ea și Kate se îmbătă cu vin. Charlotte își ia sora la mănăstire pentru a-l vedea pe Joe. Kate decide să rămână în urmă și să strângă pietre în timp ce Charlotte se urcă în clopotniță și își pierde virginitatea cu Joe. Fără știrea ei, Kate cade într-un râu și aproape se îneacă, dar este salvată de maici. Rachel este foarte supărată la rândul său de aceste evenimente și are o discuție tăioasă cu Charlotte. Ea decide să se mute din nou pentru a evita ca tot orașul să bârfească despre Charlotte și Joe. Totuși, în final Charlotte o convinge să rămână în oraș, cel puțin pentru încă un an.
Rachel rămâne, iar relația ei cu Lou progresează. Joe se mută departe, dar păstrează legătura prin intermediul cărților poștale, în timp ce Charlotte devine pasionată de mitologia greacă. Kate își revine de pe urma accidentului (deși rămâne cu o oarecare surditate), iar filmul se termină cu familia așezându-se la masă pentru cină (ceva ce nu a făcut înainte de intrarea lui Lou în viața lor).

## Distribuție
- Cher - Rachel Flax
- Winona Ryder - Charlotte Flax
- Christina Ricci - Kate Flax
- Bob Hoskins - Lou Landsky
- Michael Schoeffling - Joe Porretti
- Caroline McWilliams - Carrie

## Producție
Rolul lui Charlotte a fost acordat inițial lui Emily Lloyd. Ea a început filmările atunci când se presupune că Cher s-a plâns că ea nu ar putea-o interpreta pe fiica ei, deoarece ea era coafată prea corect și a fost înlocuită de Winona Ryder. Această declarație ar putea fi mai degrabă ironică, dat fiind faptul că toți copiii lui Cher din viața reală sunt blonzi.
Lloyd a dat în judecată Orion Pictures Corporation și Mermaid Productions, ajungând la o înțelegere la al doilea termen al procesului din 30 iulie 1991.
Acesta a fost filmul american de debut al regizorului Lasse Hallström până ce a s-a certat în mod repetat cu actrița principală Cher și a fost înlocuit mai întâi de Frank Oz și apoi de Richard Benjamin.

## Răspuns critic
Sirene are în prezent un rating de 73% pe Rotten Tomatoes, majoritatea comentariilor fiind pozitive.
Time Out New York a scris: "Filmul este afectat de detalii și observații curioase, iar preocuparea pentru toate lucrurile acvatice (sora mai mică este un as al înotului, rochiile mamei ca o sirenă pentru Anul Nou etc) este suprasolicitată. Personajele suferă, cu Charlotte și mama ei prea auto-absorbite de a obține simpatiile noastre. În mod crucial, ele nu mai sunt amuzante".
Vincent Canby de la New York Times a scris: "Sirene, adaptată de către scriitorul englez June Roberts după romanul lui Patty Dann, este teribil de ușoară ca o comedie amuzantă despre o afacere serioasă a creșterii."